# Амосов, Сергей Анатольевич
Серге́й Анато́льевич Амо́сов (4 октября 1960 — 16 мая 1983) — советский офицер, заместитель командира 7-й мотострелковой роты по политической части 3-го «Асадабадского батальона» 66-й отдельной Краснознамённой ордена Ленина Выборгской мотострелковой бригады 40-й армии Туркестанского военного округа (Ограниченный контингент Советских войск в республике Афганистан). Герой Российской Федерации (7 апреля 1994, посмертно). Лейтенант (1981).

## Биография
Родился 4 октября 1960 года в селе Красная Горка Асекеевского района Оренбургской области. Русский. Отец — офицер Ракетных войск стратегического назначения. В детстве жил с семьей по местам службы отца в Балтийске, Москве, Чите, Красноярске. С 1969 года семья проживала в военном городке «Гвардейский» (посёлок Пашино, ныне в черте Новосибирска). Там окончил восемьдесят первую среднюю школу.
В Вооруженных Силах СССР с августа 1977 года. Окончил с отличием Новосибирское высшее военно-политическое общевойсковое училище имени 60-летия Великого Октября в 1981 году. Служил в 59-м мотострелковом полку Сибирского военного округа. С мая 1982 года служил в составе Ограниченного контингента советских войск в Демократической Республике Афганистан. Был заместителем командира по политической части 7-й роты 66-й отдельной мотострелковой бригады 40-й армии. Принимал участие в 10 крупномасштабных боевых операциях и в десятках разведвыходов. За личное мужество в боях награждён орденом.

## Подвиг
Из наградного листа о присвоении звания Героя Советского Союза:
«…16 мая 1983 года мотострелковый батальон совместно с приданными частями афганской армии выдвинулся в район ущелья Ганджгал (провинция Кунар) для блокирования замеченной в том районе крупной банды душманов. Группе лейтенанта Амосова была поставлена задача обеспечивать действия батальона с левого фланга. Группа из 17 человек была атакована превосходящими силами. В ходе боя лейтенант Амосов умело руководил боем, находился на самых сложных участках…»..

## Герои 7-й мотострелковой роты «Асадабадского батальона»
Амосов, Сергей Анатольевич — один из «16-ти погибших военнослужащих 7-й мотострелковой роты в бою у населённого пункта Ганджгаль провинции Кунар 16 мая 1983 года», и один из четырёх награждённых посмертно, кому были присвоены звания Героя Советского Союза или Героя Российской Федерации:
- — Демченко, Георгий Александрович, лейтенант, Герой Советского Союза
- — Стовба, Александр Иванович, лейтенант, Герой Советского Союза
- — Амосов, Сергей Анатольевич, лейтенант, Герой Российской Федерации
- — Гаджиев, Нухидин Омарович, рядовой, Герой Российской Федерации

## Награды
- Герой Российской Федерации (7 апреля 1994, посмертно) — за мужество и героизм, проявленные при исполнении воинского долга в республике Афганистан[2]
- Орден Красного Знамени

## Память
- Похоронен на Заельцовском кладбище Новосибирска (кв. 47В).
- На территории Новосибирского высшего военного командного училища установлен бюст Сергея Амосова.
- На здании средней школы № 46 в посёлке Пашино установлена мемориальная доска в его честь, а школа носит имя Сергея Амосова.
- С 12 мая 1998 года центральная улица военного городка «Гвардейский» носит имя лейтенанта Сергея Амосова.[3]
- В октябре 2022 года в военном городке «Гвардейский» открыта Аллея Героя России Сергея Амосова[4].
- Ежегодно в Новосибирске проходит турнир по рукопашному бою памяти Амосова.
- На родине в Оренбургской области, в поселке Красногорский и районном центре селе Асекеево установлены бюсты Сергея Амосова.
- В сквере афганцев его имя увековечено на стеле с именами погибших воинов-интернационалистов.
- Внесён в книгу вечерней поверки личного состава Узла связи войсковой части 34148, перекличка личного состава начинается с его фамилии.